# Laura Fazliu
Laura Fazliu (Mitrovicë, 28 settembre 2000) è una judoka kosovara.

## Biografia
La prima gara internazionale di Fazliu furono i Giochi del Mediterraneo di Tarragona 2018, dove venne sconfitta nella finale per il bronzo.
Nel 2021 arriva nuovamente ai piedi del podio ai Campionati europei di Lisbona e disputa i suoi primi campionati mondiali uscendo al secondo turno.
L'anno successivo viene sconfitta dalla britannica Gemma Howell in finale agli europei di Sofia 2022, e conquista l'oro ai XIX Giochi del Mediterraneo di Orano, in Algeria.
Nel maggio 2024 partecipa ai Campionati mondiali di Abu Dhabi dove, dopo la sconfitta ai quarti di finale contro Andreja Leški, nel tabellone dei ripescaggi batte Katharina Haecker e Catherine Beauchemin-Pinard conquistando la medaglia di bronzo.
Nel luglio successivo partecipa ai suoi primi Giochi olimpici a Parigi 2024 in cui viene sconfitta ai quarti di finale dalla campionessa olimpica uscente Clarisse Agbegnenou, ma riesce a sconfiggere ancora la candese Beauchemin-Pinard e la croata Katarina Krišto nella finale per il bronzo, il primo nella storia del Kosovo.
Dopo essersi prese un periodo di paura, nel 2025 vince il suo secondo bronzo mondiale a Budapest battendo nella finalina la brasiliana Nauana Silva.

## Palmarès
- Giochi olimpici

Parigi 2024: bronzo nei 63 kg.
- Campionati mondiali

Abu Dhabi 2024: bronzo nei 63 kg.
Budapest 2025: bronzo nei 63 kg.
- Campionati europei

Sofia 2022: argento nei 63 kg.
Montpellier 2023: bronzo nei 63 kg.
- World Masters

Gerusalemme 2022: argento nei 63 kg.
Budapest 2023: oro nei 63 kg.
- Giochi del Mediterraneo

Orano 2022: oro nei 63 kg.